# Slobodan Božović
Slobodan Božović (in serbo Слободан Божовић?; Kraljevo, 31 ottobre 1979) è un ex cestista serbo.

## Palmarès
- YUBA liga: 2

Partizan Belgrado: 2003-04, 2004-05